# Grigorij Sokolov
Grigorij Lipmanovitj Sokolov (ryska: Григорий Липманович Соколов), född 18 april 1950 i Leningrad, är en framstående klassisk pianist.

## Biografi
Grigorij Sokolov började spela piano vid 5 års ålder, och skrevs två år senare in vid Leningrads Musikkonservatorium. Här studerade han först för Leah Zelichman vid konservatoriets specialskola för yngre barn, och fortsatte senare under Moisey Khalfin vid de ordinarie klasserna. Debutkonserten kom 1962, och bara fyra år senare vann han som 16-åring första pris i den prestigefyllda Tjajkovskijtävlingen i Moskva. Segern var kontroversiell, då publikens favorit tydligt varit amerikanen Misja Dichter, men den öppnade ändå dörren för en internationell karriär samt till de första skivinspelningarna som gjordes kort därefter för Melodiya.

## Karriär
Sokolovs spel utmärks av en mogen och behärskad karaktär, med stor och varm klang, väl utvecklad stämföring, samt en hisnande teknisk förmåga. Repertoaren är sällsynt omfattande, och han är till exempel en av de få pianister som framfört stora bitar ur den sällan spelade tidiga klavermusiken av William Byrd, Johann Jacob Froberger, François Couperin och Jean-Philippe Rameau. Tyngdpunkten ligger dock på musik från barocken och romantiken, med Bach, Beethoven, Schubert, Chopin och Brahms som de mest framförda kompositörerna.
Sokolovs diskografi är relativt sparsam jämfört med andra pianister i samma generation. Merparten av materialet till hans skivor är taget från konsertinspelningar då han med endast två undantag (1990/1991) slutade göra studioinspelningar redan 1981. De tidigaste inspelningarna finns på ryska Melodiya och gjordes mellan 1966 och 1981. Under 1980-talet tecknade han ett avtal med det franska skivbolaget Opus111 (numera Naïve) som fortsatte att ge ut hans skivor fram till 1995, plus en enskild DVD 2003. Hösten 2014 tecknade han ett avtal med Deutsche Grammophon som släpper radioupptagningar av Sokolovs tidigare konserter, samt från 2017 några egna produktioner.
Sokolov har besökt Sverige ett flertal gånger. Bland annat 1988, 1992 (då hans konsert i Slottskyrkan även sändes i TV), 1996, 1998, 1999 samt 2002. Sedan 2004 har han givit årliga oktoberkonserter i Stockholms Konserthus, med undantag för 2012 och 2013 då han tvingades ställa in av familjeskäl.